# لويس أوستين
لويس أوستين (بالإنجليزية: Louis Austin)‏ هو صحفي أمريكي، ولد في 1898، وتوفي في 1971.